# Kuruş
Kuruş [kúruš] (osmansku turško: غروش, gurûş [guruš] iz nemškega: Groschen (groš)) je turška denarna podenota in je od leta 2005 vreden 1/100 nove turške lire.
V Osmanskem cesarstvu je bil kuruš do leta 1844 standardna denarna enota, potem pa do leta 1970 del lire. Razdeljen je bil na 40 par, ki so imele po 3 akçe [akče]. V evropskih jezikih se je za kuruš pogosto uporabljal naziv piaster, katerega ime je nastalo iz italijanske besede piastra (ploščica).

## Zgodovina
Kuruš so začeli kovati leta 1687 kot velik srebrnik s premerom 40 mm in maso 19,24 g. Leta 1719 je bila njegova masa povečana na 26 g. Leta 1810 je bila masa zmanjšana na 4,65 g, premer pa na 28 mm. Leta 1900 je tehtal samo še 1,202 g.
Na začetku 19. stoletja so bili v obtoku srebrni kovanci za 1 akčo, 1, 5, 10 in 20 par, srebrniki za 1, 2 in 2½ kuruša in zlatnika zeri mahbub in altin. Zaradi razvrednotenja srebrnega denarja so se v obtoku pojavili kovanci z drugimi nazivnimi vrednostmi: 30 par, 1½, 3, 5 in 6 kurušev. Zadnji kovanci, ki so bili izdani pred monetarno reformo, so bili bakreni novci z nazivnimi vrednostmi 1, 10 in 20 par in srebrniki z vrednostmi 1½, 3 in 6 kurušev.
Leta 1844 je bila kot standardna denarna enota uvedena zlata turška lira.  Razdeljena je bila na 100 kurušev, ki so bili v obtoku vse do 1970. let, potem pa so jih zaradi kronične inflacije opustili. Ponovno so jih uvedli 1. januarja 2005 kot 1/100 lire.

## Ciper
Kuruš se je med osmansko vladavino uporabljal tudi na Cipru. Grki so ga imenovali grosi (γρόσι, mn. γρόσια, grosia). Ko je Ciper prišel pod britansko upravo, so uvedli ciprski funt, ki je bil razdeljen na 20 šilingov, šiling pa na 9 kurušev/γρόσια/piastrov. Ko je ciprski funt prešel na decimalni sistem s 1000 mili, so prebivalci Cipra kovanec za pet milov imenovali grosi/kuruš.

## Galerija
- 1 kuruš
- 1 kuruš
- 5 kurušev
- 5 kurušev
- 10 kurušev
- 10 kurušev
- 25 kurušev
- 25 kurušev
- 50 kurušev
- 50 kurušev

## Vir
- Krause, Chester L.; Mishler, Clifford (1991). Standard Catalog of World Coins: 1801–1991 (18 izd.). Krause Publications. COBISS 14395. ISBN 0-87341-150-1.